# Klášter Beška
Klášter Beška (srbsky: Манастир Бешка, romanizováno: Manastir Beška) je srbský pravoslavný klášter na ostrově Beška na Skadarském jezeře postavený v dnešní Černé Hoře. Ve svém komplexu má dva kostely, kostel svatého Jiří a kostel Panny Marie.

## Kostel sv. Jiří
Kostel sv. Jiří (srbská cyrilice: Црква Светога οорђа) byl postaven na konci 14. století Đurađem II. Balšićem, pánem Zety, v letech 1385 až 1403. Jeho vdova Jelena Balšićová ho zrekonstruovala a v roce 1439/1440 postavila kostel Panny Marie.

## Kostel Panny Marie
Kostel Panny Marie (srbská cyrilice: Црква Благовештења) byl postaven v roce 1439/1440 jako odkaz Jeleny Balšićové, což potvrzuje i nápis na klášteře. Jelena zemřela v klášteře Beška a byla pohřbena v kostele Panny Marie.